# Silvio Raos
Silvio Raos (* 19. Februar 1954 in Dornbirn) ist ein österreichischer Grafiker und Karikaturist.

## Leben
Silvio Raos erlernte den Beruf des Grafikers und arbeitete anfangs in der Werbeabteilung von Konsum Österreich in Vorarlberg. Dem folgten mehrere Stationen als Grafiker und Art Director bei Werbeagenturen. Im Jahr 1978 gründete er sein eigenes Büro für Kommunikationsdesign in Dornbirn.
Seit 1980 ist Raos als ständiger freier Mitarbeiter Karikaturist der Vorarlberger Nachrichten. Seine Karikaturen waren im Karikaturmuseum Krems und im Parlamentsgebäude in Wien zu sehen.

## Publikationen
- Cartoons & Karikaturen. Bucher, Hohenems 2011, ISBN 978-3-9901808-5-3.

Illustrationen in:
- Wolfgang Berchtold: Das Vorarlberger Schimpfwörterbuch. Schimpfen, Fluchen, Spotten in Vorarlberg. Edition V, Bregenz 2019, ISBN 978-3-903240-10-0.
- Kathrin Stainer-Hämmerle (Hrsg.): Mi subers Ländle. Politische Machenschaften, Skandale und andere Affären. Karikaturen von Silvio Raos, Edition V, Bregenz 2022, ISBN 978-3-903240-51-3.
- Wolfgang Berchtold: Das Vorarlberger Sprichwörterbuch. Illustrationen von Silvio Raos, Edition V, Bregenz 2024, ISBN 978-3-903240-40-7.